# Vitrail de Saint-Julien-l'Hospitalier (Rouen)

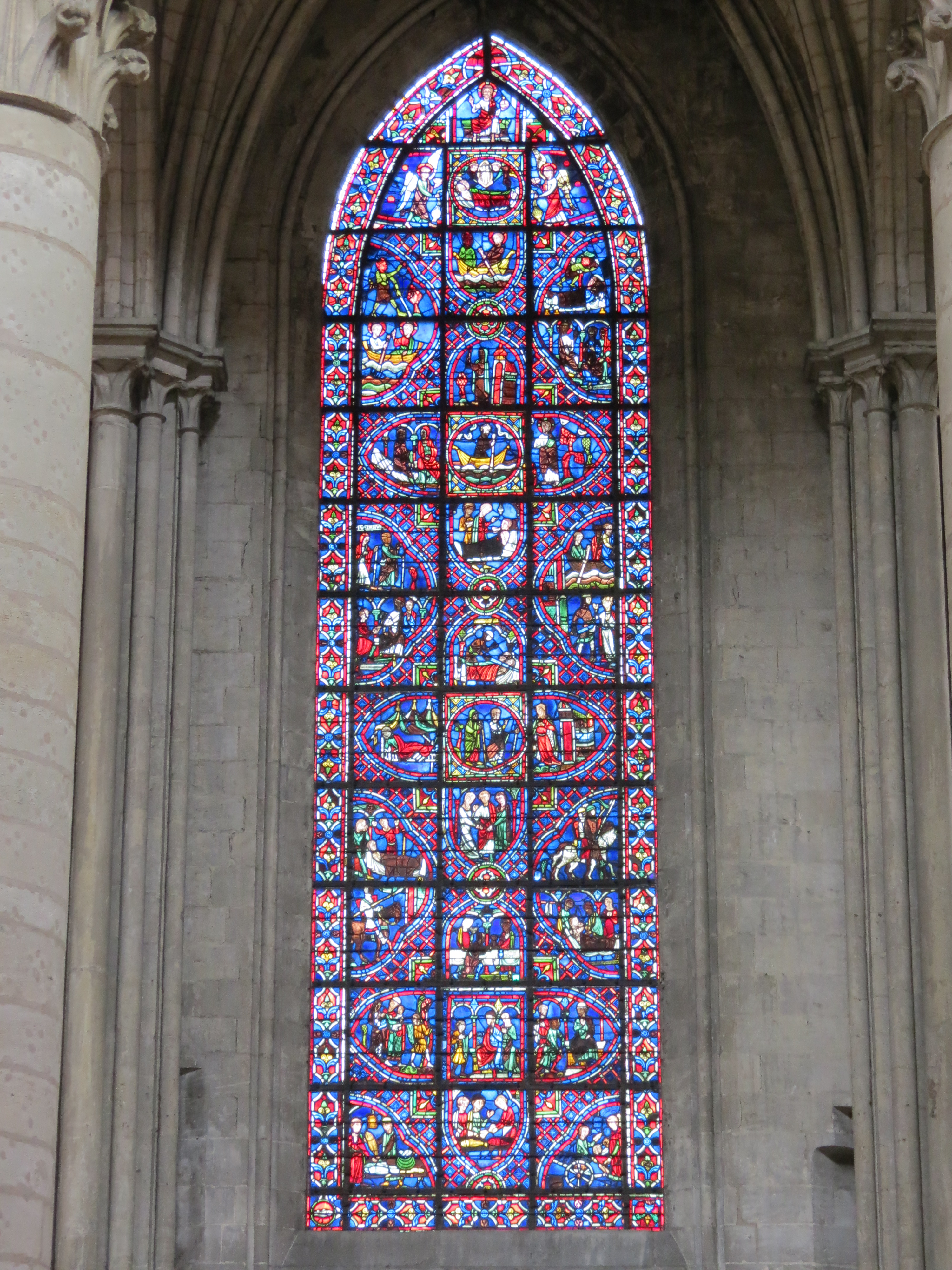
Histoire de saint Julien l'Hospitalier - vue d'ensemble.

Le Vitrail de Saint-Julien-l'Hospitalier à Rouen est un vitrail du déambulatoire nord de la cathédrale Notre-Dame de Rouen, numéroté 023 dans le Corpus vitrearum.
La verrière a été exécutée vers 1220-1230, elle est contemporaine de la reconstruction de la cathédrale actuelle du début du XIIIe siècle.
Elle a été classée aux monuments historiques en 1862.
Pour un article plus général, voir Vitraux de la cathédrale de Rouen.

## Composition du vitrail
Le vitrail, lancette de 9,00 × 2,45 m, s'inscrit dans une lancette en arc brisé, de style gothique. Il est constitué de 12 registres composés de grands compartiments cruciformes, de demi-quadrilobes latéraux et de fermaillets.

## Thématique
Après bien d'autres, la vie de saint Julien l'Hospitalier a été reprise par Gustave Flaubert. Les premières ébauches de plan de la  Légende de Saint Julien l'Hospitalier  datent de janvier 1844 lorsque Flaubert, séjournant chez son père à Rouen, découvre les vitraux de la cathédrale de Rouen dont celui représentant la légende de Julien l'Hospitalier qui lui inspira l'écriture de son célèbre conte sur la vie légendaire de ce saint.

## Description des panneaux
Le vitrail se lit de gauche à droite par registre de bas en haut.
- Registre I-1,2,3 : les poissonniers, donateurs du vitrail;
- Registre II-4,5,6 : l'enfance de Julien à qui on prédit qu'il tuera son père et sa mère;
- Registre III
  - 7 : Julien quitte sa famille et se met au service d'un seigneur (interverti en 16);
  - 8 : il le sert à table;
  - 9 : il le soigne dans la maladie;
- Registre IV
  - 10 : il l'assiste devant la mort;
  - 11 : il épouse sa veuve;
  - 12 : il part pour la guerre;
- Registre V
  - 13 : il dort sous une tente;
  - 14 : les parents de Julien qui le cherchent arrivent à sa demeure;
  - 15 : la femme de Julien les accueille et leur offre son propre lit;
- Registre VI
  - 16 : Julien revient de nuit (interverti en 7);
  - 17 : il croit à un adultère et tue ses parents;
  - 18 : sa femme lui apprend la vérité;
- Registre VII
  - 19 : pour faire pénitence, il quitte sa demeure avec son épouse;
  - 20 : il fonde un hôpital en bord de fleuve;
  - 21 : Julien se fait passeur;
- Registre VIII : Julien entend appeler, rame vers l'autre rive vers le passager inconnu;
- Registre IX : Julien ramène le passager qui se révèle être le Christ;
- Registre X : le démon tente les époux qui ont fait vœu de chasteté. Ils résistent aux assauts du diable;
- Registre XI : les époux meurent en odeur de sainteté, deux anges thuriféraires emportent leur âme;
- Registre XII : vers le Christ en majesté.